# Битка за Крит
Битка за Крит позната под шифром Операција Меркур била је највећа ваздушно-десантна операција коју су извеле немачке падобранске јединице за време Другог светског рата. Битка је почела 20. маја 1941. и завршила се немачком Пировом победом зато што су губици немачких падобранских снага били изузетно високи. Негативно искуство стечено приликом битке за Крит натерало је немачко војно руководство да донесе одлуку о отказивању свих планираних великих ваздушно-десантних операција због чега су се немачки падобранци до краја рата борили као пешадија.
Немци су освајањем Крита оезбедили важну базу за операције на Блиском истоку и у северној Африци. Британци су се повукли с великим губицима, а приликом евакуације погинуло је и око 3.000 Аустралијанаца.

## Уводни догађаји
Савезничке снаге запоселе су острво Крит након што су Италијани напали Грчку 28. октобра 1940. године. Иако је италијански напад првобитно био заустављен, накнадна немачка интервенција натерала је 57.000 савезничких војника да напусте Грчку. Део ових снага које је евакуисала британска Краљевска ратна морнарица пребачен је на Крит како би појачао тамошњи гарнизон који је бројао 14.000 војника.
До маја 1941. године одбрана Крита састојала се од 10.000 Грка распоређених у 11 батаљона милиције, првобитног британског гарнизона и 25.000 војника Британског Комонвелта евакуисаних из Грчке. Снаге Комонвелта представљале су типичну мешавину јединица која настаје приликом сваке убрзане евакуације - састојале су се од читавих јединица које су имале своју команду, од делова јединица које су официри састављали на лицу места, појединаца из свих родова војске и дезертера. Највећи број ових јединица није био опремљен тешким наоружањем.
Главне јединице око којих је била формирана одбрана Крита биле су Друга новозеландска дивизија (ослабљена за шесту бригаду и штаб дивизије који су послати у Египат), британску четрнаесту бригаду и аустралијску деветнаесту бригадну групу. Оклопне снаге савезника састојале су се од 16 застарелих тенкова Крузер Мк 1. Артиљерија савезничких снага била је сачињена од око 85 артиљеријских оруђа различитих калибара - углавном заробљених италијанских оруђа без нишанских справа.
Генерал Бернард Фрајберг, који је био главнокомандујући новозеландских јединица, именован је 30. априла за врховног команданта савезничких снага на Криту.
Присуство савезничких снага на Криту обезбедило је Британској краљевској ратној морнарици базу у источном Медитерану. Такође, нафтна поља у Румунији била су у радијусу дејства савезничких бомбардера стационираних на Криту. Крит у савезничким рукама представљао је сталну претњу за југоисточно крило немачки снага што је, с обзиром на планирани напад на СССР било недопустиво. Због тога је немачко ваздухопловство започело са константним бомбардовањем Крита што је принудило снаге Британског ратног ваздухопловства да се повуку у Александрију у Египту и тако препусте ваздушни простор изнад острва немачком Луфтвафеу. И поред тога острво је и даље представљало претњу који је требало елиминисати.
Дана 25. априла Адолф Хитлер је потписао Директиву бр. 28 којом је наредио инвазију Крита. Како су снаге Британске ратне морнарице стациониране у Александрији у потпуности контролисали воде око Крита донета је одлука да се десант на острво изведе из ваздуха.
Иако су Немци у нападу на Француску, Белгију, Холандију и Норвешку већ користили падобранске снаге Операција Меркур је требало да буде највећа употреба падобранских снага од почетка рата. Идеја је била да се падобранске снаге Луфтвафеа (фалширмјегери) искористе за заузимање кључних положаја на острву укључујући и аеродроме који би били искоришћени за допремање појачања. Једанаести ваздушни корпус добио је задатак да координира напад Седме ваздушне дивизије која би извршила падобрански и једриличарски десант у циљу заузимања аеродрома након чега би транспортни авиони допремили јединице двадесетдруге ваздушно-десантне дивизије. Напад је требало да почне 16. маја али је одложен за 20. мај, а двадесетдруга ваздушно-десантна дивизија замењена је са петом брдском дивизијом.
О припремама као и о оквирном датуму почетка инвазије команданти савезничких снага на Криту били су упознати захваљујући обавештајним подацима које је прикупила Ултра. Генерал Фрајберг је на основу обавештајних података о плановима непријатеља организовао одбрану око аеродрома на Криту. Међутим, његови напори да организује одбрану били су озбиљно нарушени недостатком модерног наоружања и опреме због чега је Фрајберг био потпуно свестан чињенице да је ватрена моћ његових јединица толика да једва може да парира ватреној моћи лако наоружаних немачких падобранаца.
Немачка доктрина ваздушно-десантног ратовања предвиђала је вршење десанта малих група падобранаца директно на непријатељске аеродроме. Задатак ових група био је да формирају одбрамбени обруч око аеродрома и да униште против-авионску артиљерију након чега би се јаче падобранске снаге у једрилицама спустиле на аеродром. Фрајберг који је био упознат са немачком ваздушно-десантном тактиком одлучио је да на свим аеродромима на Криту уништи полетно-слетне стазе како би онемогућио непријатеља да допреми појачање ваздушним путем. Међутим, ово његово наређење оповргнула је Команда британских снага за Блиски исток са седиштем у Александрији. Наређење о уништењу аеродрома није спроведено зато што је у британским командним круговима преовладавало мишљење да је немачка инвазија чији су детаљи у потпуности били познати Енглезима осуђена на пропаст и да је аеродроме потребно сачувати за повратак снага РАФ-а на Крит. Оваква одлука је можда представљала фаталну грешку.

## Инвазија

### Први дан битке, 20. мај
У осам сати ујутро 20. маја немачки падобранци спустили су се близу помоћних аеродрома Малема и Каније који су изграђени да би опслуживали главну ваздушну базу у Ираклиону. Највећи део првог таласа немачких падобранаца који су се спустили у близини ових аеродрома уништен је савезничком ватром, док су неке од једрилица из другог таласа дошле на удар савезничких минобацача одмах по слетању. Преостале падобранске снаге уништене су јаком ватром бранилаца.
Део немачких падобранских снага првог таласа који се непланирано спустио даље од аеродрома, што се често догађа приликом ваздушних десаната успоставио је одбрамбене положаје западно од аеродрома Малеме и у Долини робова у рејону Каније. Иако су обе групације биле заустављене у покушају да освоје аеродроме успеле су да формирају чврста упоришта и да ангажују део савезничких трупа намењених одбрани аеродрома.
Грчка полиција и кадети су такође били ангажовани у борбама. Ове формације зауставиле су покушај пробоја немачких падобранаца код Кастела и озбиљно успориле њихово напредовање код Колимбарија и Палеокра.
Широм острва наоружани и ненаоружани цивили придружили су се борби против завојевача и испољили велико јунаштво. Остао је забележен случај у коме је један старији Крићанин на смрт претукао немачког падобранца својим штапом. Како се није радило о изолованом инциденту доста немачки падобранаца настрадало је под ударцима ножева и палица становништва одлучног да сачува своју слободу. После почетног шока изазваног неочекивано жестоким отпором цивилног становништва немачки падобранци су се брзо повратили и узвратили злочинима над цивилним становништвом.
Други талас немачких падобранаца спустио се у четири сада поподне са задатком да нападне Ретимнон и Ираклион. Међутим, други талас није прошао ништа боље. Браниоци су их спремно дочекали и нанели им тешке губитке. До сумрака ни један од немачких циљева није био остварен. Ризични план напада на четири различите тачке уз коришћење елемента изненађења уместо да се један од циљева нападне свим снагама је пропао иако Немцима није било јасно зашто. Пред крај 20. маја немачке снаге у близини Малема почеле су полако да потискују Новозеланђане са брда-коте 107 која је надвисивала аеродром. Немачки команданти на Криту одлучили су да сутрадан са целокупним преосталим снагама изврше напад у сектору Малемеа.

### Други дан битке, 21. мај
Следећег јутра новозеландски пешадијски батаљон се грешком повукао са коте 107 али је наставио да је засипа артиљеријском ватром. Потпомогнути поморским десантом искрцаним у близини немачки падобранци овладали су котом 107 са које су могли да контролишу читав аеродром. До краја дана први немачки транспортни авиони Јункерс Ју 52 почели су да допремају јединице немачке пете брдске дивизије. Иако су многи од авиона били погођени одмах по слетању јединице које су искрцали ојачале су одбрамбени обруч око аеродрома.

### Трећи дан битке, 22. мај
Браниоци острва који су били свесни да уколико желе да одбране Крит морају да поврате аеродром код Малемеа организовали су контранапад у ноћи између 21. и 22. маја. Контранапад су извршила два новозеландска батаљона. Страх од могућег поморског десанта имао је за последицу то да су друге јединице које су иначе могле да буду ангажоване у овом контранападу остале на својим положајима иако је страх од поморског десанта био прилично неоснован с обзиром на присуство јаким поморских снага Британске краљевске ратне морнарице у водама око Крита.
Новозеланђани су напали у току ноћи али су наишли на одбрамбене положаје које су припремили немачки падобранци, а који су били поседнути свежим трупама немачке пете брдске дивизије. Упорна одбрана одбила је напад савезника и онемогућила их да поврате аеродром. Од ове тачке па на даље савезничке снаге полако су се повлачиле ка источном делу острва у покушају да избегну опкољавање од стране све јачих немачких снага.

### Повлачење, од 28. до 31. маја
Команда у Лондону коначно је признала да је ствар изгубљена и наредила повлачење савезничких снага преко Сфакије. У току следеће четири ноћи у Египат је евакуисано 16.000 војника. Мањи број војника евакуисан је их Хераклиона али су се бродови који су их превозили нашли под јаким нападом немачких бомбардера и претрпели су тешке губитке. 1. јуна предало се последњих 5.000 бранилаца Сфакије иако је део избегао заробљавање и одметнуо се у планине одакле је наставио да пружа отпор немачком окупатору.
Током евакуације британски адмирал Канингам чврсто је стајао при ставу да „морнарица не сме да изневери армију“ а на страховање армијских генерала да ће британска краљевска ратна морнарица претрпети велике губитке одговорио је „Да би се изградио брод потребно је три године, да би се изградила традиција потребно је три века“.

## Исход
Савезничке команданте бринула је могућност да ће Немци искористити Крит као одскочну даску за поморски десант на Египат како би се убрзало напредовање немачких и италијанских снага у северној Африци. Међутим, након почетка Операције Барбароса постало је јасно да ће немачке операције на Криту имати искључиво одбрамбени карактер.
Губици немачких падобранаца били су разлог за доношење одлуке да се они више не ангажују у ваздушно-десантним операцијама због чега команданти немачких армијских група које су извршиле напад на СССР нису могли да рачунају на њихову помоћ. Имајући у виду лоша средства везе и слабу обезбеђеност руских аеродрома ангажовање немачких падобранаца у нападу на Русију је имало потенцијал да буде далеко успешније од свих досадашњих ангажовања али до њега није дошло управо због страха да ће се Крит поновити.
После Битке за Крит делови савезничких и грчких јединица који су се повукли у планине започели су герилску борбу против немачког окупатора којој се придружило и становништво Крита. Покрет отпора на Криту био је активан све до 1945. године. Њихова активност принудила је Немце да на острву држе гарнизон од 50.000 војника који су могли бити боље употребљени на неком од фронтова.

## Губици
Немачка страна признала је губитке од 6.200 војника: 3.714 погинулих и 2.494 рањених. Међутим, данас код Малемеа постоји 4.500 гробова немачких војника. Савезнички војници тврдили су да су код Ретимнона сахранили 900 немачких падобранаца и 1.250 код Хераклиона до краја петог дана битке. Немачки губици су вероватно били много већи од званичних. Винстон Черчил је тврдио да су Немци претрпели губитке од преко 15.000 војника док је адмирал Ендру Канингам сматрао да ова цифра износи 22.000. Кристофер Бакли у књизи „Грчка и Крит 1941.“ даје опрезну процену немачких губитака који су по њему износили 16.800 војника.
Савезници су изгубили 3.500 војника: 1.751 погинули и једнак број рањених док је број заробљеника био изузетно висок (12.254 војника Комонвелта и 5.255 Грка). Губици британске морнарице износили су 1.828 погинулих и 183 рањена. Укупан износ савезничких губитака је био 3.579 погинулих и 1.900 рањених.
Велики број цивила погинуо је у унакрсној ватри за време битке или касније у партизанима. Цивилно становништво је у великој мери настрадало и у одмаздама које су вршиле немачке окупационе снаге. Извор са Крита износи да је број цивила који су убијени од стране Немаца 6.593 мушкараца, 1.113 жена и 869 деце.